# Juan Antonio Bardem
Juan Antonio Bardem Múñoz (Madrid, 2 giugno 1922 – Madrid, 30 ottobre 2002) è stato un regista cinematografico spagnolo, zio dell'attore Javier Bardem.

## Biografia
Figlio d'arte, essendo i suoi genitori l'attore catalano Rafael Bardem Solé e l'attrice madrilena Matilde Muñoz Sampedro.
Raggiunse il successo nel 1953 realizzando la sceneggiatura del film Benvenuto, Mister Marshall! girato da Luis García Berlanga. Figlio di attori teatrali, firma Comicos, il suo primo film da solo, quale tributo personale ai genitori.
Le sue opere principali sono state fortemente influenzate dal cinema italiano del dopoguerra e dagli schemi lukacsiani del realismo critico.
Il film Gli egoisti, premiato al Festival di Cannes 1955, ricorda da vicino le atmosfere e la trama di Cronaca di un amore di Michelangelo Antonioni.
L'altro successo internazionale di Bardem, Calle Mayor (1956), che al Festival di Venezia ricevette il premio della critica, avvicina molto una delle prime opere di Federico Fellini: I vitelloni.
In Gli egoisti, Calle Mayor e in Ho giurato di ucciderti del 1957, il protagonista è sempre un personaggio dal nome di Juan, che esprime la crisi dell'intellettuale nella società franchista. Il personaggio di Juan ritornerà nel 1977 nel film Il ponte, una rivisitazione moderna di Don Chisciotte dove il protagonista erra su una motocicletta alla ricerca della scoperta della solidarietà.
Nel 1955 in una conferenza a Salamanca sulle condizioni del cinema spagnolo oppresso dalla censura franchista, prese posizione contro la produzione cinematografica del suo paese a quel tempo e ciò gli costò l'arresto sul set di Calle Mayor.
Nel 1957 persuase Luis Buñuel a ritornare a girare il film in Spagna e prese a lavorare con il gruppo di registri del UNINCI, casa di produzione cinematografica indipendente sorta nel 1951 per risollevare le sorti del cinema spagnolo del dopoguerra.
Juan Antonio Bardem fu insieme a Luis García Berlanga uno dei protagonisti della stagione neorealista del cinema spagnolo che prese ad esempio l'analogo movimento cinematografico italiano.
Muore a Madrid, ad 80 anni, per un collasso cardiaco, indebolito dall'epatite che lo aveva colpito.

## Filmografia
- Paseo por una guerra antigua (cortometraggio co-diretto da Luis García Berlanga) (1948)
- Quella coppia felice (co-diretto da Luis García Berlanga) (1953)
- Cómicos (1954)
- Felices pascuas (1954)
- Gli egoisti (Muerte de un ciclista)
- Calle Mayor (1956)
- Ho giurato di ucciderti (La venganza) (1958)
- L'avventuriero dei due mondi (Sonatas) (1959)
- A las cinco de la tarde (1961)
- Sulla sabbia è passata la morte (Los inocentes) (1963)
- Nunca pasa nada (1963)
- Amori di una calda estate (Los pianos mecanicos) (1965)
- Ordine delle SS: eliminate Borman! (El último día de la guerra) (1970)
- Varietés (1971)
- L'isola misteriosa e il capitano Nemo (La isla misteriosa) (1973)
- L'altra casa ai margini del bosco (La corrupción de Chris Miller) (1973)
- A due passi dall'inferno (La campana del infierno) (non accreditato; co-diretto da Claudio Guerín) (1973)
- El poder del deseo (1975)
- Il ponte (El puente) (1977)
- Sette giorni di gennaio (Siete días de enero) (1979)
- Die Mahnung (1982)
- España, una fiesta (1985)
- La huella del crimen: Jarabo (1985) film per la televisione sul caso di José María Jarabo
- Lorca, morte di un poeta (1987-1988) miniserie televisiva
- El Joven Picasso (1993) miniserie televisiva
- Resultado final (1998)